# Raúl Rivera Cortés (músico)
Raúl Rivera Cortés, también conocido como Raúl Rivera (Algeciras Huila, 7 de agosto de 1960) es un músico, licenciado en pedagogía de música, compositor, abogado, educador, y gestor cultural colombiano.
Ha trabajado por más de 30 años  pro del arte, la cultura, el folclor, defensa de los artistas y el patrimonio cultural huilense.  Por eso la labor de Rivera Cortés en torno al área cultural le ha permitido ser reconocido con varias distinciones.

## Compositor
En el área de la música popular, Raúl Rivera es autor de diversos temas como: El Himno del Municipio de Algeciras, El Algecireño, Los Potros, Albores de Paz, Mojiganga, San José Bambuco, Villa Marina, y Bambuco Inmortal.

## Logros
Varios premios, homenajes y reconocimientos por su labor en pro de la cultura del Huila ha recibido Rivera Cortés, se destacan entre otros:
- Orden Dignidad y Patria, otorgada por el Congreso de la República de Colombia.
- 2014 Mejor diputado por parte de la Asamblea del Huila designado como el.[9][10][11][12]

- 2018 Orden en "Grado de Caballero" otorgado por el Congreso de la República de Colombia.[13][14]

Desde 2015 Rivera Cortés alterna su labor de músico y gestor cultural con la de secretario de cultura en la administración municipal del alcalde de Neiva Rodrigo Armando Lara Sánchez. Su domicilio actual es la capital del Huila, ciudad donde vive desde hace 35 años.